# 帰結主義
帰結主義（きけつしゅぎ、英語: consequentialism、結果主義）とは、ある行為の道徳性・正当性を判断・評価する際に、その行為から生じる帰結（結果）を考慮に入れる倫理学的な立場のこと。功利主義・成果主義などは、帰結主義のひとつの立場である。結果説とも。
「帰結（結果）」は、行為前の段階では「目的」でもあるので、一般的に帰結主義は（人間主体の、一部の）目的論と同一視され、過程主義・規則主義・規範主義（義務論）・動機説などと対置される。

## 帰結主義の定義
帰結主義という言葉はG. E. M.アンスコムが1958年の論文「近代の道徳哲学」で用いた造語である。それ以来、帰結主義は英語圏の道徳理論を通して一般的になっている。帰結主義について基本的な枠組みの他に言及されることはあまりないが、数多くある帰結主義理論に何度も登場する問題がいくつか挙げられる。
- 何が帰結の価値を決めるのか？　言い換えれば、何をよい事態として数えるか？
- 誰が、何者が、道徳的行為の第一の担い手となるのか？
- 何が行為の帰結であるのかを誰が判断するのか、また、いかに判断するのか？

### 帰結の種類
様々な帰結主義を分類する一つの方法は、帰結の種類による分類方法である。
- 快楽
- 幸福
- 選好

### 誰における帰結か
道徳的行為は常に特定の人々や事物に影響をもっている。これが帰結と言われるものである。帰結主義の様々な種類は、善い帰結の担い手によって区別できる。つまり「誰における帰結か」と問うことができる。
- 行為者中心的か行為者中立的か
- 人間中心的？

### 道徳的判断の見地
帰結主義のような多くの規範的道徳理論の一つの重要な特徴は、実践的な道徳判断を生み出すその能力である。少なくともどの道徳理論も、帰結の善が定められる見地を定義する必要がある。ここで第一に問題になるのが行為者の責任である。
- 理想的観察者

帰結主義のよく知られた戦略は、特に利他主義的見解に関係する帰結主義の場合、そこから道徳的判断がなされる理想的・中立的観察者を利用することである。功利主義批判者であるジョン・ロールズは、功利主義は他の帰結主義と共通してそんな理想的観察者からの見地に依存していると批判する。この理想的観察者は、任意の行為の帰結全てを把握する全知の観察者とは異なる。理想的観察者とは、合理的に期待されうる程度に知っているが必ずしも可能な帰結すべてを知っているわけではない、あくまで理想的に知識のある観察者を指す。この枠組みを採用する帰結主義理論は、正しい行為とはこの理想的観察者の見地から最善の帰結を生み出す行為であると主張する。
- 実際の観察者

当然実践の場面で、いつでも理想的観察者の見地をとることはとても困難であるように思われる。結局、個々の道徳的行為者は彼らが置かれた状況に関する特定の数の帰結だけ、したがって、特定の行為の可能な帰結だけを知る。したがって、何人かの論者が批判してきたのは、帰結主義理論では、その状況で知る事柄に沿って最善の行為を選ぶことしか行為者には要請されないということである。しかし、単純に考えて、もしその行為者がその状況に関してわざわざ知ろうとしなかったならば、帰結主義の考えから望ましくない結果が導かれる。

## 帰結主義の種類
- 功利主義
- 倫理的利己主義
- 規則帰結主義

## 著名な帰結主義者
- R. M. アダムズ (1937–)
- ジョナサン・バロン (1944–)
- ジェレミー・ベンサム (1748–1832)
- リチャード・ブラント(1910–1997)
- ジョン・デューイ (1857–1952)
- ジュリア・ドライヴァー (1961- )
- ミルトン・フリードマン (1912–2006)
- デイヴィッド・フリードマン (1945–)
- ウィリアム・ゴドウィン (1756–1836)
- リチャード・マーヴィン・ヘア (1919–2002)
- ジョン・ハーサニ (1920–2000)
- ブラッド・フッカー (1957–)
- フランシス・ハッチソン (1694–1746)
- シェリー・ケーガン (1963–)
- ニッコロ・マキャヴェッリ (1469–1527)
- ジェームズ・ミル (1773–1836)
- ジョン・スチュアート・ミル (1806–1873)
- ジョージ・エドワード・ムーア (1873–1958)
- 墨子 (470–391 紀元前)
- フィリップ・ペティット (1945–)
- ピーター・レイルトン (1950–)
- ヘンリー・シジウィック (1838–1900)
- ピーター・シンガー (1946–)
- J. J. C. スマート (1920–2012)